# Abramo (miniserie televisiva)
Abramo (Abraham) è una miniserie televisiva del 1993, diretta da Joseph Sargent, che apre la collana Le storie della Bibbia.
La fiction è nota anche con i titoli Le storie della Bibbia: Abramo e La Bibbia: Abramo; andò in onda in prima visione su Rai 1 nel 1993. Le riprese sono state effettuate in Marocco, a Ouarzazate.

## Trama
Per ordine di Dio, Abram, la moglie Sara e la sua parte di tribù vanno in giro per il deserto a cercare la terra promessa. Scoppiano vari conflitti e Lot, nipote di Abramo, si stabilisce a Sodoma. Abramo, molto addolorato per l'allontanamento dal nipote, su consiglio di Sara si unisce alla schiava Agar che genera suo figlio Ismaele. Però Dio, sotto forma di tre uomini, va a dire ad Abramo che avrà un figlio da Sara che chiamerà Isacco ed Agar è cacciata insieme al figlio nel Deserto di Paran. Poi Dio mette alla prova Abramo, dicendogli di sacrificare il proprio figlio Isacco, ma lo fermerà giusto in tempo, capendo che egli è pronto ad ubbidire a Dio.

## Curiosità
- Richard Harris interpreterà anche l'ultimo film della serie, San Giovanni - L'apocalisse.

## Ascolti
| n° | Prima TV Italia  | Telespettatori | Share  |
| -- | ---------------- | -------------- | ------ |
| 1  | 12 dicembre 1993 | 9 811 000      | 34,45% |
| 2  | 13 dicembre 1993 | 8 606 000      | 29,00% |